# Service de l'information aéronautique
Pour les articles homonymes, voir SIA et AIS.
Ne doit pas être confondu avec Service d'information aéronautique.
Le Service de l'information aéronautique (SIA) est le service français consacré à l'information aéronautique, chargé de publier toute information nécessaire à la sécurité aérienne, à la régularité et à l'efficacité de la navigation aérienne nationale et internationale, dans les zones de responsabilité française, en métropole et outre-mer. Il dépend de la direction des services de la Navigation aérienne, elle-même dépendante de la direction générale de l'Aviation civile.
Il a été créé sous sa forme actuelle en 2000, mais avait auparavant été érigé en service autonome dès 1958.
Ses locaux sont installés sur l'aéroport de Bordeaux-Mérignac.
Les publications du SIA regroupent les cartes d'atterrissage des aéroports, des informations temporaires comme les NOTAM, les différents textes de la réglementation aéronautique française, etc.